# Sciades vagemarmorata
Sciades vagemarmorata là một loài bọ cánh cứng trong họ Cerambycidae.